# Ministère des Infrastructures et des Transports (Italie)
Le ministère des Infrastructures et de la Mobilité durable (en italien : Ministero delle infrastrutture e della mobilità sostenibili, MIMS) est le département ministériel responsable des réseaux d'infrastructures nationales, des travaux publics de l'État, du logement et des transports en Italie. Il élabore également le plan général des transports et de la logistique, ainsi que les plans sectoriels des transports, y compris les plans de mobilité urbaine.
Créé en 2001 sous le nom de ministère des Infrastructures et des Transports (MIT) à partir de la fusion des anciens ministères des Travaux publics et des Transports, il a reçu son nom actuel en 2021.
Il est dirigé par Matteo Salvini depuis le 22 octobre 2022.

## Histoire
Le précurseur du ministère actuel, pour la composante infrastructure, était le ministère des Travaux publics, qui existait depuis 1861 avec le gouvernement Cavour IV, le premier de l'Italie unie, jusqu'à sa fusion en 2001 dans le ministère actuel.
Le prédécesseur historique du MIT, en ce qui concerne la composante transport, était le ministère des Transports, existant depuis le 22 juin 1916 avec le gouvernement Boselli, sous le nom de ministère des transports maritimes et ferroviaires. Avec le gouvernement Nitti II du 21 mai 1920, le ministère a été supprimé et fusionné avec le ministère des Travaux publics. Avec le décret Luogotenenziale n° 413 du 12 décembre 1944, le ministère des Transports est séparé du ministère des Communications, où un sous-secrétaire était déjà chargé depuis un certain temps des transports, des chemins de fer et des routes. La partie restante, relative aux téléphones, télégraphes et autres, a été créée sous le nom de ministère des Postes et Télécommunications. Avec le gouvernement Leone I, en 1963, la composante aviation civile a été ajoutée, et le nom a été changé en ministère des transports et de l'aviation civile. Avec le gouvernement Moro IV en 1974, il perd la composante aviation civile et retourne au ministère des transports. En 1993-1994, dans le cadre de la première rationalisation de l'organisation ministérielle, il a été fusionné avec le ministère de la marine marchande, et avec le gouvernement Berlusconi I en 1994, il a été rebaptisé ministère des transports et de la navigation.
Avec la réforme Bassanini, décret législatif n° 300/1999, mise en œuvre par le gouvernement Berlusconi II de 2001 à 2006, le nouveau ministère des infrastructures et des transports a été créé, fusionnant une partie du ministère des travaux publics avec le ministère des transports. La partie restante du ministère des travaux publics a été transférée au ministère de l'environnement, qui, en vertu de la réforme Bassanini, a été rebaptisé ministère de l'environnement et de la protection du territoire. En 2006, avec le gouvernement Prodi II, il a été divisé en deux : le ministère des Transports et le ministère des Infrastructures, pour être ensuite réunifié en ministère des Infrastructures et des Transports par le gouvernement Berlusconi IV, en vertu de la loi de finances 2008.
Le 26 février 2021, avec le gouvernement Draghi, il prend le nom de ministère des Infrastructures et de la Mobilité durables après l'approbation du Conseil des ministres, sur proposition du ministre Enrico Giovannini.

## Fonctions
Le ministère des Infrastructures et de la Mobilité durables s'occupe de toutes les infrastructures et travaux publics de compétence nationale, sans préjudice des compétences des Régions et des Provinces autonomes, des réseaux de communication routiers, autoroutiers, ferroviaires, lacustres, aériens et aéroportuaires, maritimes et portuaires, par l'intermédiaire des Autorités portuaires. Elle est également chargée de la construction résidentielle publique et privée, et supplée à la planification des marchés publics relevant de la compétence de l'État dans le Code des marchés publics de travaux, de services et de fournitures, conformément au décret législatif n° 163/2006, sans préjudice des compétences des régions et de l'autorité indépendante : l'Autorité nationale anticorruption - ANAC. Elle exerce des compétences sur les routes prévues par le code de la route, conformément au décret législatif n° 285/1992 ; des compétences sur la navigation maritime et la navigation, y compris la marine marchande, et la navigation aérienne, toutes deux régies par le code de la navigation, conformément au décret royal n° 327/1942.
Le secteur des infrastructures et des marchés publics est ensuite soumis au contrôle de l'autorité administrative indépendante du secteur, à savoir l'Autorité nationale de lutte contre la corruption, anciennement Autorité de contrôle des marchés publics de travaux, de services et de fournitures, conformément au décret législatif n° 163/2006, anciennement Autorité de contrôle des travaux publics conformément à la loi n° 109/1994.

## Organisation
Le ministère a été réorganisé par le décret présidentiel n° 212 du 3 décembre 2008, contenant le règlement de réorganisation des bureaux de collaboration directe du ministère des Infrastructures et des Transports, et le décret présidentiel n° 211 du 3 décembre 2008, contenant le règlement de réorganisation du ministère des Infrastructures et des Transports, tous deux dans le GURI n° 3 du 5 janvier 2009.

## Compétences

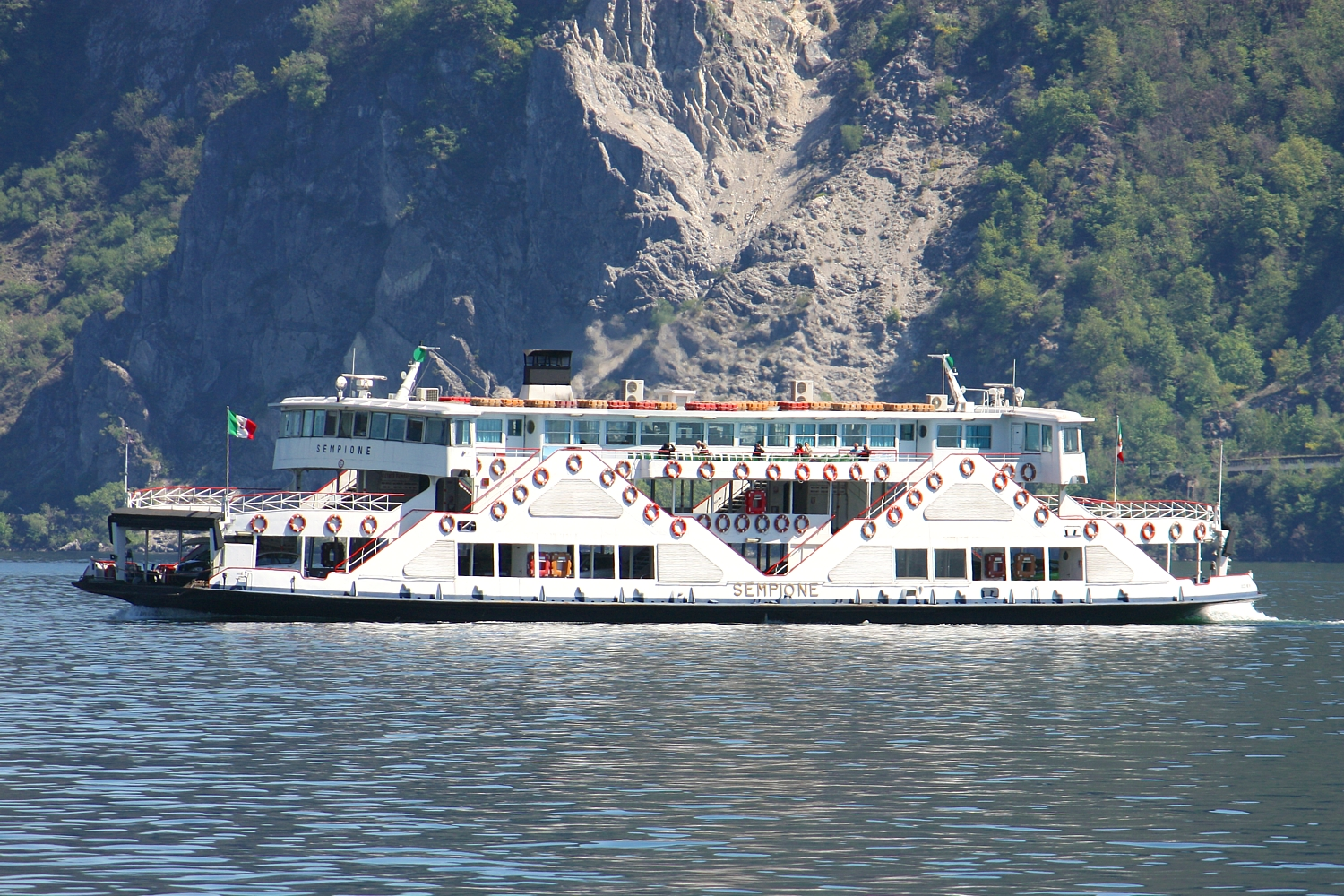
Bac Sempione sur le lac Majeur, géré par le ministère des Infrastructures et des Transports (2014).

Le ministère des Infrastructures et des Transports du gouvernement italien est chargé de développer : 
- les infrastructures de transports (ports, aéroports, routes, autoroutes, chemins de fer).
- les différents moyens de transports.

### Structures centrales
Les bureaux du ministère sont divisés en bureaux de collaboration directe avec le ministre et en bureaux du ministère lui-même.
Les bureaux suivants sont des bureaux de collaboration directe avec le ministre :
- Cabinet Office
- Bureau législatif
- Service de presse ;
- Secrétariat du ministre ;
- Secrétariat technique du ministre ;
- Conseiller en affaires internationales ;
- Service de contrôle interne ;
- Secrétariats des vice-ministres, s'ils sont nommés ;
- Secrétariats des sous-secrétaires d'État.

Le département est divisé en deux services :
- Le département des infrastructures, des affaires générales et du personnel, divisé en 9 directions générales :
  - DG du personnel et des affaires générales ;
  - DG du développement territorial, de la planification et des projets internationaux ;
  - DG pour le renforcement de l'État et les interventions spéciales ;
  - DG pour les politiques de logement ;
  - DG des infrastructures routières ;
  - DG de la réglementation et des marchés publics ;
  - DG de la supervision et de la sécurité des infrastructures ;
  - DG pour la supervision des concessionnaires d'autoroutes ;
  - DG Infrastructure ferroviaire et interopérabilité ;
  - DG des barrages et des infrastructures d'eau et d'électricité.
- Le département des transports, de la navigation et des systèmes d'information et statistiques, divisé en 9 directions générales :
  - DG pour la motorisation ;
  - DG de la sécurité routière ;
  - DG du transport routier et de l'intermodalité ;
  - DG Transport ferroviaire ;
  - DG  pour les transports publics locaux ;
  - DG des autorités portuaires, des infrastructures portuaires et du transport maritime et fluvial ;
  - DG des aéroports et du transport aérien ;
  - DG de l'information, des systèmes statistiques et de la communication.

Les services du ministère sont les suivants:
- Le Conseil supérieur des travaux publics, qui est l'organe consultatif technique du ministère auquel est garantie l'indépendance de jugement et d'appréciation, en matière de travaux publics. Il dispose d'une autonomie fonctionnelle, organisationnelle et technico-scientifique, conformément au décret présidentiel n° 204 du 27 avril 2006 ;

le Conseil général pour le transport routier de marchandises et la logistique, qui exerce les fonctions consultatives dans le domaine du transport routier de marchandises et de la logistique en vertu du décret législatif n° 284 du 21 novembre 2005 ;
- Le Comité central du registre national des transporteurs routiers, qui est chargé de tenir et de publier le registre national des transporteurs de marchandises pour le compte de tiers, ainsi que d'orienter et de coordonner la constitution, la tenue et la publication des registres provinciaux des transporteurs routiers ;
- La structure de mission technique prévue par l'art. 163 du Code des marchés publics, décret législatif n° 163 du 12 avril 2006 ;
- Le Nucleus d'évaluation et de vérification des investissements publics, en tant qu'organe de vérification des travaux financés par des ressources publiques, prévu par l'art. 1 de la loi n° 144 du 17 mai 1999 ;
- L'Office pour la régulation des services ferroviaires, chargé d'exercer les tâches de contrôle, de suivi et de régulation du secteur ferroviaire, en particulier la supervision de la concurrence sur les marchés du transport ferroviaire et la résolution des litiges y afférents, conformément à l'article 37 du décret législatif n° 188 du 8 juillet 2003 ;
- La Direction générale des enquêtes ferroviaires et maritimes, qui est chargée d'enquêter sur les accidents ou catastrophes ferroviaires ou maritimes, conformément à l'art. 18 du décret législatif n° 162 du 10 août 2007 et au décret législatif n° 165 du 6 septembre 2011 pour les enquêtes maritimes.

Le ministère supervise également l'Agence nationale pour la sécurité ferroviaire (désormais fusionnée avec l'ANSFISA) et les fonctions de l'organisme d'enquête, conformément aux articles 4 et 18 du décret législatif n° 162 du 10 août 2007.
Autres bureaux
- URP - Bureau des relations publiques ;
- Bibliothèque ;
- Bureau des relations syndicales ;
- SPP - Service de prévention et de protection.

### Structures périphériques
Les structures périphériques du ministère sont les suivantes :
- les 9 surintendances régionales interrégionales des travaux publics, qui s'occupent des compétences ministérielles sur le territoire, dépendant fonctionnellement du département des infrastructures, des affaires générales et du personnel. Ils regroupent les activités sur une base suprarégionale :
  1. Piémont, Val d'Aoste, dont le siège est à Turin, divisé en 4 bureaux ;
  2. Lombardie, Ligurie, avec siège à Milan et bureau coordonné à Gênes, divisé en 7 bureaux ;
  3. Veneto, Trentino-Alto Adige, Friuli-Venezia Giulia, avec le siège à Venise et des bureaux coordonnés à Trento et Trieste, composé de 12 bureaux ;
  4. Emilia-Romagna, Marche, avec siège à Bologne et bureau coordonné à Ancône, avec 7 bureaux ;
  5. Toscane, Ombrie, dont le siège est à Florence et le bureau coordonné à Pérouse, soit 8 bureaux ;
  6. Lazio, Abruzzes, Sardaigne, avec le siège à Rome et des bureaux coordonnés à L'Aquila et Cagliari, avec 12 bureaux ;
  7. Campanie, Molise, avec siège à Naples et bureau coordonné à Campobasso, composé de 9 bureaux ;
  8. Puglia, Basilicata, avec le siège à Bari et le bureau coordonné à Potenza, composé de 7 bureaux ;
  9. Sicile, Calabre, avec siège à Palerme et bureau coordonné à Catanzaro, composé de 9 bureaux.

- les 4 directions générales territoriales, également DGT, dépendant fonctionnellement du département des transports, de la navigation et des systèmes d'information et statistiques, qui sont structurées comme suit :
- Bureaux de la motorisation civile - UMC
- Centres d'essais de véhicules - CPA ;
- Bureaux spéciaux pour les installations fixes - USTIF.

En ce qui concerne la compétence territoriale, il existe cinq directions générales territoriales (DGT), organisées comme suit:
- DGT Nord-Ouest, basée à Milan et responsable des bureaux des véhicules automobiles civils, du CPA et de l'USTIF dans le Piémont, la Vallée d'Aoste, la Lombardie et la Ligurie ;
- DGT Nord-Est, dont le siège est à Mestre (VE), responsable des bureaux de la Motorisation civile, du CPA et de l'USTIF de la Vénétie, du Trentin-Haut-Adige, du Frioul-Vénétie Julienne et de l'Émilie-Romagne ;
- DGT du centre-nord de l'Italie, basée à Rome, responsable des bureaux de la Motorisation civile, du CPA et de l'USTIF de la Toscane, de l'Ombrie, des Marches et du Latium ;
- DGT du centre-sud de l'Italie et de la Sardaigne, basée à Naples, responsable des bureaux de la Motorisation civile, du CPA et de l'USTIF de la Campanie, des Abruzzes, du Molise et de la Sardaigne ;
- DGT de l'Italie du Sud et de la Sicile, basée à Modugno (BA), responsable des bureaux de la Motorisation civile, du CPA et de l'USTIF des Pouilles, de la Basilicate, de la Calabre et de la Sicile.

Enfin, dans les ports, il est présent auprès des capitaineries.

## Corps des capitaines de port - Garde côtière
Le corps des capitaineries - garde-côtes fonctionne sous la dépendance fonctionnelle de l'administration des infrastructures et des transports en tant que corps militaire. Le Corps fait partie de la Marine italienne, pour les profils liés au statut du personnel et à l'exercice en compétition des tâches militaires de défense côtière et de soutien à l'action de l'Escadron naval. À un niveau périphérique, il exécute les tâches administratives dans le domaine maritime attribuées au ministère, qui comprennent la réglementation des activités portuaires en matière de sécurité, la réglementation de la navigation et de l'utilisation des espaces maritimes d'intérêt national par des ordres de police maritime, l'exécution des tâches de garde-côtes concernant la recherche et le sauvetage (SAR), le contrôle du trafic marchand et la surveillance maritime aux fins de la sécurité de la navigation et de la prévention des accidents pour protéger l'écosystème marin.
L'organisation centrale et territoriale - qui constitue le réseau des bureaux maritimes qui forment les organes de l'administration périphérique active du MIT - est organisée comme suit:
- Commandement général, qui exerce des fonctions de coordination générale de l'action des offices territoriaux et qui est le siège du centre italien de coordination des secours maritimes (IMRCC) ;
- 15 directions maritimes, auxquelles appartiennent 15 centres secondaires de sauvetage maritime (MRSC) ;
- 53 compartiments maritimes - capitaineries ;

48 bureaux de district maritime ;
- 126 bureaux maritimes locaux ;
- 38 délégations de plage.

Le corps compte un effectif total d'environ 11 000 officiers, sous-officiers, diplômés et militaires.

## Entités impliquées et contrôlées
- 100% de Ferrovie Appulo Lucane S.r.l.
- 100% de Rete Autostrade Mediterranee S.p.A.
- Ferrovia Circumetnea
- Gestione governativa navigazione laghi

données en date du 1er août 2019

## Organismes contrôlés
Le ministère supervise un certain nombre d'organismes et nomme leurs chefs ou commissaires. Ce sont:
- les 15 autorités du système portuaire, en tant qu'autorité de surveillance des ports italiens ;
- l'Aero Club d'Italia, en tant qu'organisme de promotion de l'aviation ;

ANSFISA - l'Agence nationale pour la sécurité ferroviaire, routière et autoroutière ;
- l'Autorité nationale de l'aviation civile, ENAC, en tant qu'autorité unique de réglementation technique, de certification, de supervision et de contrôle de l'aviation civile ;
- l'Institut national d'études et d'expériences de l'architecture navale, INSEAN, en tant qu'organisme de recherche dans le domaine naval ;
- l'Ente nazionale per le strade - ANAS S.p.A., en tant que société publique pour la gestion et l'entretien du système routier national ;
- CIRM - Centre international de radio-médecine ;
- CETENA S.p.A. - Centre d'études techniques navales ;
- ENAV S.p.A. - Società nazionale per l'assistenza al volo ;
- la Fondation maritime Ammiraglio Michelagnoli ;
- Ferrovie dello Stato S.p.A. - Chemins de fer de l'État italien ;
- la LNI - Ligue navale italienne
- le RINA - Registre naval italien
- RID - Registre italien des barrages.

## Liste des ministres
Le ministre des Infrastructures et de la Mobilité durable est le responsable des services et compétences dévolus à son portefeuille.
Depuis le 22 octobre 2022, c'est Matteo Salvini qui dirige ce ministère au sein du gouvernement Meloni.
- Ministres des Infrastructures et des Transports de la République italienne.